# Zach Randolph
Zachary McKenley "Zach" Randolph (Marion, Indiana, 16 de julio de 1981) es un exjugador de baloncesto estadounidense que disputó 17 temporadas en la NBA, donde obtuvo el título de Jugador Más Mejorado en el 2004. Con 2,06 metros de altura, jugaba en la posición de ala-pívot.

## Trayectoria deportiva

### Instituto
Jugó en Marion High School dos años donde lideró a su equipo a conseguir dos títulos del estado de Indiana.

### Universidad
Luego jugó en la Universidad Estatal de Míchigan, donde tras un paso efímero de una sola temporada, decidió declararse elegible para el draft.

#### Estadísticas
| Año     | Equipo         | PJ | PT | MPP  | %TC  | %3P  | %TL  | RPP | APP | ROB | TPP | PPP  |
| ------- | -------------- | -- | -- | ---- | ---- | ---- | ---- | --- | --- | --- | --- | ---- |
| 2000–01 | Michigan State | 33 | 8  | 19.8 | .587 | .000 | .635 | 6.7 | 1.0 | .7  | .7  | 10.8 |

### NBA
Fue elegido en la decimonovena posición del Draft de la NBA de 2001 por los Portland Trail Blazers. Junto al novato Brandon Roy y el base de segundo año Jarrett Jack, fue la base del resurgimiento de los Blazers tras varios campeonatos de frustraciones. 
En la temporada 2003-04 ganó el premio al Jugador Más Mejorado, tras una mejoría en sus números espectacular, pasando de promediar 3,4 puntos y 0,5 rebotes durante la temporada 2002-03 a 10,1 puntos y 3,5 rebotes la temporada siguiente. En el 2004, firmó un contrato de 6 años por 84 millones de dólares.
En junio de 2007, fue traspasado a los New York Knicks, compartiendo vestuario con Eddy Curry, Jamal Crawford y Stephon Marbury, entre otros.
El 21 de noviembre de 2008, fue traspasado a Los Angeles Clippers junto con Mardy Collins a cambio de Cuttino Mobley y Tim Thomas.
El 17 de julio de 2009, fue traspasado a Memphis Grizzlies a cambio de Quentin Richardson. En esta temporada, mantiene los números del año pasado siendo el líder los Grizzlies junto con O.J. Mayo y Marc Gasol.
El 4 de julio de 2017 firmó por dos años y 24 millones de dólares por los Sacramento Kings.
El 6 de febrero de 2019, es traspasado junto a Justin Jackson a Dallas Mavericks, a cambio de Harrison Barnes, pero fue cortado dos días más tarde sin llegar a debutar.

### Retirada
El 27 de diciembre de 2019 anunció su retirada de las canchas, tras 17 temporadas en activo.
En septiembre de 2021, se anunció que el 11 de diciembre de 2021, los Grizzlies retirarían el número 50 en su honor.

## Estadísticas de su carrera en la NBA

### Temporada regular
| Año      | Equipo        | PJ    | PT  | MPP  | %TC  | %3P  | %TL  | RPP  | APP | ROB | TPP | PPP  |
| -------- | ------------- | ----- | --- | ---- | ---- | ---- | ---- | ---- | --- | --- | --- | ---- |
| 2001–02  | Portland      | 41    | 0   | 5.8  | .449 | .000 | .667 | 1.7  | .3  | .2  | .1  | 2.8  |
| 2002–03  | Portland      | 77    | 11  | 16.9 | .513 | .000 | .758 | 4.5  | .5  | .6  | .2  | 8.4  |
| 2003–04  | Portland      | 81    | 80  | 37.9 | .485 | .200 | .761 | 10.5 | 2.0 | .8  | .5  | 20.1 |
| 2004–05  | Portland      | 46    | 37  | 34.8 | .448 | .000 | .815 | 9.6  | 1.9 | .7  | .4  | 18.9 |
| 2005–06  | Portland      | 74    | 71  | 34.4 | .436 | .291 | .714 | 8.0  | 1.9 | .8  | .2  | 18.0 |
| 2006–07  | Portland      | 68    | 67  | 35.7 | .467 | .292 | .819 | 10.1 | 2.2 | .8  | .2  | 23.6 |
| 2007–08  | New York      | 69    | 68  | 32.5 | .459 | .275 | .772 | 10.3 | 2.0 | .9  | .2  | 17.6 |
| 2008–09  | New York      | 11    | 11  | 35.3 | .434 | .292 | .821 | 12.5 | 1.4 | 1.2 | .3  | 20.5 |
| 2008–09  | L.A. Clippers | 39    | 34  | 35.1 | .487 | .342 | .701 | 9.4  | 2.3 | .8  | .3  | 20.9 |
| 2009–10  | Memphis       | 81    | 81  | 37.7 | .488 | .288 | .778 | 11.7 | 1.8 | 1.0 | .4  | 20.8 |
| 2010–11  | Memphis       | 75    | 74  | 36.3 | .503 | .186 | .758 | 12.2 | 2.2 | .8  | .3  | 20.1 |
| 2011–12  | Memphis       | 28    | 8   | 26.3 | .463 | .250 | .659 | 8.0  | 1.7 | .8  | .1  | 11.6 |
| 2012–13  | Memphis       | 76    | 75  | 34.3 | .460 | .087 | .750 | 11.2 | 1.4 | .8  | .4  | 15.4 |
| 2013–14  | Memphis       | 79    | 79  | 34.2 | .467 | .100 | .742 | 10.1 | 2.5 | .7  | .3  | 17.4 |
| 2014-15  | Memphis       | 71    | 71  | 32.5 | .487 | .350 | .765 | 10.5 | 2.2 | 1.0 | .2  | 16.1 |
| 2015-16  | Memphis       | 68    | 53  | 29.6 | .475 | .231 | .796 | 7.8  | 2.1 | .6  | .2  | 15.3 |
| 2016-17  | Memphis       | 73    | 5   | 24.5 | .449 | .223 | .731 | 8.2  | 1.7 | .5  | .1  | 14.1 |
| 2017-18  | Sacramento    | 59    | 57  | 25.6 | .473 | .347 | .785 | 6.7  | 2.2 | .7  | .2  | 14.5 |
| Total    | Total         | 1,116 | 882 | 31.0 | .471 | .273 | .764 | 9.1  | 1.8 | .7  | .3  | 16.6 |
| All-Star | All-Star      | 2     | 0   | 16.0 | .438 | .000 | .000 | 5.5  | 1.0 | 1.0 | .0  | 7.0  |

### Playoffs
| Año   | Equipo   | PJ | PT | MPP  | %TC  | %3P  | %TL  | RPP  | APP | ROB | TPP | PPP  |
| ----- | -------- | -- | -- | ---- | ---- | ---- | ---- | ---- | --- | --- | --- | ---- |
| 2002  | Portland | 1  | 0  | 1.0  | .000 | .000 | .000 | .0   | .0  | .0  | .0  | .0   |
| 2003  | Portland | 7  | 4  | 29.3 | .525 | .000 | .892 | 8.7  | 1.6 | .4  | .3  | 13.9 |
| 2011  | Memphis  | 13 | 13 | 39.6 | .446 | .250 | .821 | 10.8 | 2.4 | 1.1 | .8  | 26.2 |
| 2012  | Memphis  | 7  | 7  | 35.4 | .420 | .000 | .629 | 9.9  | .9  | 1.0 | .6  | 13.7 |
| 2013  | Memphis  | 15 | 15 | 36.9 | .460 | .000 | .670 | 10.0 | 1.6 | .7  | .5  | 17.4 |
| 2014  | Memphis  | 6  | 6  | 39.0 | .404 | .000 | .610 | 8.7  | 2.3 | .8  | .2  | 18.2 |
| 2015  | Memphis  | 11 | 11 | 34.7 | .423 | .200 | .879 | 8.5  | 2.1 | .5  | .0  | 15.6 |
| 2016  | Memphis  | 4  | 4  | 30.0 | .371 | .000 | .857 | 8.8  | 1.8 | .3  | .0  | 13.0 |
| 2017  | Memphis  | 6  | 4  | 31.8 | .422 | .143 | .727 | 8.2  | .7  | .8  | .3  | 13.2 |
| Total | Total    | 70 | 64 | 35.0 | .437 | .154 | .750 | 9.3  | 1.7 | .7  | .4  | 16.5 |